# Nach dem Attentat
Nach dem Attentat (Originaltitel: Manhunt) ist eine US-amerikanische Miniserie von Monica Beletsky. Sie basiert auf dem 2007 erschienenen Bestseller Manhunt: The 12-Day Chase for Lincoln’s Killer des US-amerikanischen Autors James L. Swanson.
Die sieben Folgen umfassende Historienserie wurde im Frühjahr 2024 über Apple TV+ veröffentlicht.

## Handlung
Nach der Ermordung von Abraham Lincoln beginnt dessen Freund, der unter Asthma leidende Kriegsminister Edwin Stanton, mit der Fahndung nach dem Attentäter John Wilkes Booth. Zudem wird in Rückblenden seine Beziehung zu Lincoln geschildert und der politische Konflikt mit dessen Nachfolger Andrew Johnson, der die unter Lincoln vereinbarten Landzuteilungen an die befreiten Sklaven rückgängig machte.

## Produktion
Bei der Produktion fungierte Monica Beletsky als Showrunner.
Die Vorproduktion begann im Februar 2022 in Savannah (Georgia). Die Dreharbeiten begannen im Mai 2022 und endeten im Oktober desselben Jahres.

## Episodenliste
| Nr. | Deutscher Titel            | Originaltitel      | Erstveröffentlichung USA | Deutschsprachige Erstveröffentlichung (D/A/CH) | Regie         | Drehbuch                                             |
| --- | -------------------------- | ------------------ | ------------------------ | ---------------------------------------------- | ------------- | ---------------------------------------------------- |
| 1   | Pilot                      | Pilot              | 15. März 2024            | 15. März 2024                                  | Carl Franklin | Monica Beletsky                                      |
| 2   | post mortem                | Post Mortem        | 15. März 2024            | 15. März 2024                                  | Carl Franklin | Monica Beletsky Idee: Monica Beletsky & Matt Johnson |
| 3   | Lass die Schafe fliehen    | Let the Sheep Flee | 22. März 2024            | 22. März 2024                                  | John Dahl     | Monica Beletsky & Ben H. Winters                     |
| 4   | Geheimnisse                | The Secret Line    | 29. März 2024            | 29. März 2024                                  | John Dahl     | Monica Beletsky & Tim Brittain                       |
| 5   | Das Schicksal eines Mannes | A Man of Destiny   | 5. Apr. 2024             | 5. Apr. 2024                                   | Eva Sørhaug   | Monica Beletsky & Matthew Fennell                    |
| 6   | Zwecklos                   | Useless            | 12. Apr. 2024            | 12. Apr. 2024                                  | Eva Sørhaug   | Monica Beletsky & Jan Oxenberg                       |
| 7   | Der letzte Akt             | The Final Act      | 19. Apr. 2024            | 19. Apr. 2024                                  | Eva Sørhaug   | Monica Beletsky                                      |